# السفارة السعودية في إريتريا
سفارة المملكة العربية السعودية في إريتريا، هي بعثة دبلوماسية سعودية تقع العاصمة أسمرا ويترأس البعثة سفير خادم الحرمين الشريفين صقر بن سليمان القرشي. العنوان: حي سمبل شارع رأس دميرا شارع رقم 748 أسمرا إدارة غرب اسمرا القطاع 4.

## وصلات خارجية
- موقع سفارة المملكة العربية السعودية السعودية في إريتريا
- وزارة الخارجية السعودية (بالعربية)
- Ministry of Foreign Affairs of Kingdom of Saudi Arabia (بالإنجليزية)